# マリンネット (東京都の企業)
マリンネット株式会社（英: MarineNet Co., Ltd.）は、大手海運会社、大手総合商社および海事関連企業が中心となり設立され、海運・造船関連向け情報およびサービスの提供を行っている日本の企業。

## 沿革
- 2000年（平成12年）
  - 2月 - 海運・造船業界関係者向けのポータルサイト「マリンネットサイト」の運営を目的として東京都港区赤坂1-9-29 フレス赤坂に設立。
- 2001年（平成13年）
  - 1月 - 船価評価を中心とした情報提供及びコンサルティングサービスの開始。
- 2003年（平成15年）
  - 1月 - 船舶動静・運航管理システム「Voyage Watcher」を開発し、営業を開始
- 2004年（平成16年）
  - 2月 - 求人依頼（海運・造船）サービスの開始
- 2005年（平成17年）
  - 3月 - 東京都港区北青山1-2-3 青山ビルに移転
- 2007年（平成19年）
  - 11月 - 「ShipServ社」（英国の海運系電子商取引サービスの大手）と日本に於ける営業総代理店契約を締結（2017年1月終了）
- 2008年（平成20年）
  - 5月 - 東京都港区虎ノ門1-7-6 升本ビルに移転
- 2017年（平成29年）
  - 5月 - 東京都港区西新橋1-18-12 COMS虎ノ門に移転
  - 7月 - 「Tero Marine社」（ノルウェーの船舶管理ソフトウェアの開発・販売の大手）と日本に於ける総代理店契約を締結（2020年5月終了）
- 2018年（平成30年）
  - 1月 - 船舶動静・運航管理システム「Voyage Watcher 3」サービス開始
- 2019年（平成31年）
  - 05月 - 情報セキュリティマネジメントシステム(ISMS)の国際規格「ISO/IEC27001」認証を取得
  - 09月 - 船舶サイバーセキュリティ監視システム「MN-Station」サービス開始
  - 10月 - 日本海事新聞社のニュース記事配信を開始